# Hôn nhân cùng giới ở Anh Quốc
Hôn nhân là một vấn đề nan giải ở các khu vực khác nhau của Anh Quốc. Hôn nhân cùng giới đã được công nhận và thực hiện ở Anh và xứ Wales từ tháng 3 năm 2014, tại Scotland từ tháng 12 năm 2014 và ở Bắc Ireland kể từ tháng 1 năm 2020.
- Pháp luật cho phép kết hôn cùng giới ở Anh và xứ Wales đã được Quốc hội Vương quốc Anh thông qua vào tháng 7 năm 2013 và có hiệu lực vào ngày 13 tháng 3 năm 2014, và cuộc hôn nhân cùng giới đầu tiên diễn ra vào ngày 29 tháng 3 năm 2014.
- Pháp luật cho phép kết hôn cùng giới ở Scotland đã được Quốc hội Scotland thông qua vào tháng 2 năm 2014 và có hiệu lực vào ngày 16 tháng 12 năm 2014. Nghi lễ kết hôn cùng giới đầu tiên diễn ra vào ngày 16 tháng 12 năm 2014 đối với các cặp cùng giới trước đây trong quan hệ đối tác dân sự. Nghi lễ kết hôn cùng giới đầu tiên dành cho các cặp vợ chồng không hợp tác dân sự diễn ra vào ngày 31 tháng 12 năm 2014.
- Pháp luật cho phép kết hôn cùng giới ở Bắc Ireland đã được Quốc hội Vương quốc Anh thông qua vào tháng 7 năm 2019 và có hiệu lực vào ngày 13 tháng 1 năm 2020, cuộc hôn nhân cùng giới đầu tiên sẽ diễn ra vào ngày 14 tháng 2 năm 2020[1]. Luật pháp chỉ có hiệu lực do sự thất bại của các bên Bắc Ireland trong việc khôi phục chia sẻ quyền lực vào ngày 21 tháng 10 năm 2019.[2][3].

Trong số mười bốn lãnh thổ hải ngoại của Anh, hôn nhân cùng giới đã được công nhận và thực hiện ở Nam Georgia và Quần đảo Nam Sandwich kể từ năm 2014, Akrotiri và Dhekelia và Lãnh thổ Ấn Độ Dương thuộc Anh (chỉ dành cho quân nhân Anh) kể từ ngày 3 tháng 6 năm 2014, Quần đảo Pitcairn kể từ ngày 14 tháng 5 năm 2015, Lãnh thổ Nam Cực thuộc Anh kể từ ngày 13 tháng 10 năm 2016, Gibraltar kể từ ngày 15 tháng 12 năm 2016, Quần đảo Falkland kể từ ngày 29 tháng 4 năm 2017, tại Saint Helena, Ascension và Tristan da Cunha kể từ ngày 20 tháng 12 năm 2017 và ở Bermuda từ ngày 23 tháng 11 năm 2018. Trong số những người phụ thuộc của Crown, hôn nhân cùng giới đã được công nhận và thực hiện tại Đảo Man kể từ ngày 22 tháng 7 năm 2016 và Jersey kể từ ngày 1 tháng 7 năm 2018. Trong Bailiwick of Guernsey, hôn nhân cùng giới đã được hợp pháp tại khu vực tài phán của Guernsey kể từ ngày 2 tháng 5 năm 2017 và tại Alderney kể từ ngày 14 tháng 6 năm 2018. Hôn nhân cùng giới hiện không được công nhận tại Sark.

## Lịch sử

### Lịch sử pháp lý
Trong luật chung, một cuộc hôn nhân giữa những người cùng giới là void ab initio. Năm 1680, Arabella Hunt kết hôn với "James Howard"; vào năm 1682, cuộc hôn nhân bị hủy bỏ với lý do Howard thực tế là Amy Poulter, một 'người phụ nữ hoàn hảo trong tất cả các phần của cô', và hai người phụ nữ không thể kết hôn một cách hợp lệ. Năm 1866, trong Hyde v. Hyde và Woodmansee  (một trường hợp của đa thê), Lord Penzance đã bắt đầu "Hôn nhân như được hiểu trong Christendom đàn ông và một phụ nữ, để loại trừ tất cả những người khác. "
Trong Talbot (otherwise Poyntz) v. Talbot vào năm 1967, lệnh cấm được tổ chức để gia hạn trong đó một người phối ngẫu là hậu phẫu chuyển đổi giới tính, với ông Justice Ormerod nói rằng "Hôn nhân là mối quan hệ phụ thuộc vào tình dục, không thuộc về giới ". Vào năm 1971,  Đạo luật hôn nhân vô nghĩa  đã được thông qua, cấm rõ ràng các cuộc hôn nhân giữa các cặp cùng giới ở Anh và xứ Wales. Các cuộc tranh luận của quốc hội về đạo luật năm 1971 bao gồm thảo luận về vấn đề chuyển đổi giới tính nhưng không phải là đồng tính luyến ái.
Đạo luật năm 1971 sau đó đã được thay thế bằng  Đạo luật nguyên nhân hôn nhân năm 1973 , cũng tuyên bố rằng một cuộc hôn nhân là vô hiệu nếu các bên không tương ứng là nam và nữ. Cấm kết hôn cùng giới cũng được đưa vào luật hôn nhân của Scotland và Bắc Ireland.  Lệnh kết hôn (Bắc Ireland) 2003  có một trở ngại pháp lý đối với hôn nhân nếu các bên có cùng giới tính.  Đạo luật hôn nhân (Scotland) năm 1977  có một trở ngại pháp lý tương tự, nhưng sau khi thông qua Đạo luật  Hôn nhân và quan hệ đối tác dân sự (Scotland) 2014 , hành động này không còn cấm kết hôn nếu cả hai bên đều giống nhau tình dục.
Vào ngày 17 tháng 7 năm 2013, assent hoàng gia đã được cấp cho Đạo luật  Hôn nhân (Cặp đôi đồng tính) 2013 . Vào ngày 10 tháng 12 năm 2013, Chính phủ của Hoàng đế tuyên bố rằng các cuộc hôn nhân cùng giới đầu tiên sẽ diễn ra từ ngày 29 tháng 3 năm 2014.

### Quan hệ đối tác dân sự
Năm 2004, Đạo luật hợp tác dân sự (tiếng Wales: Deddf Partneriaeth Sifil 2004) đã được thông qua và có hiệu lực vào tháng 12 năm 2005. Nó đã tạo ra quan hệ đối tác dân sự (tiếng Wales: partneriaeth sifil), đã cho các cặp đôi cùng giới nhập vào họ quyền và trách nhiệm của hôn nhân. Những mối quan hệ đối tác này được một số phương tiện truyền thông Anh gọi là "hôn nhân đồng tính", Tuy nhiên, Chính phủ nói rõ rằng họ không kết hôn.
Kể từ Phần 9 của Đạo luật Hôn nhân (Cặp đôi đồng tính) 2013 (tiếng Wales: Deddf Priodas (Cyplau o'r un rhyw) 2013) bắt đầu có hiệu lực, bất kỳ cặp vợ chồng nào đăng ký hợp tác dân sự đều được cấp khả năng chuyển đổi quan hệ đối tác đó thành hôn nhân.

### Wilkinson v. Kitzinger and Others
Vào ngày 26 tháng 8 năm 2003, Celia Kitzinger và Sue Wilkinson, cả hai giáo sư đại học Anh, kết hôn hợp pháp tại British Columbia, Canada. Tuy nhiên, khi trở về, cuộc hôn nhân của họ không được công nhận theo luật pháp Anh. Theo Đạo luật đối tác dân sự sau đó, nó đã được chuyển đổi thành quan hệ đối tác dân sự. Cặp vợ chồng đã kiện vì công nhận hôn nhân của họ, cho rằng đó là hợp pháp ở quốc gia nơi nó bị xử tử và đáp ứng các yêu cầu công nhận hôn nhân ở nước ngoài và do đó nên được đối xử giống như một trong những cặp vợ chồng khác giới. Họ đã từ chối việc chuyển đổi cuộc hôn nhân của họ thành một quan hệ đối tác dân sự tin rằng đó là cả thực tế và tượng trưng là một sự thay thế ít hơn. Họ được đại diện bởi nhóm dân quyền Liberty. Giám đốc pháp lý của tập đoàn James Welch nói rằng đây là vấn đề công bằng và bình đẳng để hôn nhân của cặp đôi được công nhận và họ "không cần phải giải quyết cho lựa chọn hợp tác dân sự thứ hai".
Tòa án tối cao đã tuyên bố phán quyết vào ngày 31 tháng 7 năm 2006, phán quyết rằng liên minh của họ sẽ không được cấp tư cách kết hôn và sẽ tiếp tục được công nhận ở Anh và xứ Wales như một quan hệ đối tác dân sự. Chủ tịch Ban Gia đình, Ngài Mark Potter, đã đưa ra lý do của mình rằng "việc tuân thủ các mối quan hệ tình dục độc thân không hề thua kém, Luật Anh cũng không cho rằng họ theo sự công nhận của họ tên của quan hệ đối tác dân sự ", và rằng hôn nhân là một" tổ chức lâu đời "mà theo ông, theo" định nghĩa và chấp nhận lâu dài "một mối quan hệ giữa một người đàn ông và một người phụ nữ. Anh ta đồng ý với tuyên bố của hai vợ chồng rằng họ bị phân biệt đối xử bởi  Đạo luật đối tác dân sự 2004 , nhưng xem xét rằng "đến mức vì lý do phân biệt đó, nó phân biệt đối xử với bạn tình cùng giới, sự phân biệt đối xử như vậy có một mục đích chính đáng, hợp lý và cân xứng, và nằm trong phạm vi của sự đánh giá cao dành cho các quốc gia công ước. " Tổng chưởng lý, với tư cách là Bị đơn thứ hai, đã tìm kiếm 25.000 bảng chi phí pháp lý từ cặp vợ chồng mà Tòa án tối cao yêu cầu họ phải trả.
Wilkinson và Kitzinger nói rằng họ "thất vọng sâu sắc" với bản án, không chỉ cho bản thân họ, mà còn cho "các gia đình đồng tính nữ và đồng tính trên toàn quốc". Họ nói rằng "từ chối cuộc hôn nhân của chúng tôi không có gì để bảo vệ hôn nhân dị tính, nó chỉ đơn giản là ủng hộ sự phân biệt đối xử và bất bình đẳng" và cũng nói rằng phán quyết đã xúc phạm người LGBT và coi mối quan hệ của họ là thấp kém hơn so với người dị tính; không xứng đáng với hôn nhân mà chỉ là một "thể chế hoàn toàn khác biệt và hoàn toàn riêng biệt". Tuy nhiên, họ nói rằng họ tin rằng phán quyết "sẽ không đứng trước thử thách của thời gian" và họ mong chờ đến ngày "có sự bình đẳng hoàn toàn trong hôn nhân". Ban đầu, họ đã tuyên bố ý định kháng cáo quyết định này nhưng sau đó đã từ bỏ vì thiếu vốn.
Nhà vận động cho quyền của người đồng tính Peter Tatchell nói rằng sự phản đối quyết liệt của cơ sở đối với hôn nhân cùng giới và yêu cầu thành công 25.000 bảng từ cặp vợ chồng đã làm hỏng "thông tin thân thiện với người đồng tính" của Chính phủ. Ông cũng tuyên bố rằng nhu cầu về chi phí pháp lý được thiết kế để gây thiệt hại về tài chính cho cặp vợ chồng nên họ sẽ không thể kháng cáo. Ông nói rằng ông "tức giận nhưng không thất vọng" về phán quyết và đây chỉ là một thất bại tạm thời trong "cuộc đấu tranh lâu dài cho bình đẳng hôn nhân".

## Phụ thuộc vương miện và lãnh thổ hải ngoại
Tình trạng hôn nhân khác nhau trong ba phụ thuộc vương miện của Anh và mười bốn Lãnh thổ hải ngoại.

### Vương miện phụ thuộc
- Đảo Man – Pháp luật cho phép thực hiện và công nhận hôn nhân cùng giới đã được House of Keys phê duyệt vào ngày 8 tháng 3 năm 2016 và được phê duyệt bởi Hội đồng Lập pháp vào ngày 26 tháng 4 năm 2016.[28][29] Luật pháp đã được cấp đồng ý của hoàng gia và có hiệu lực vào ngày 22 tháng 7 năm 2016.[30]
- Guernsey – Nhà nước Guernsey đã phê chuẩn một kiến nghị lập pháp cho việc công nhận và thực hiện hôn nhân cùng giới vào tháng 12 năm 2015.[31] Luật Hôn nhân cùng giới (Guernsey), 2016 đã được các quốc gia phê duyệt vào tháng 9 năm 2016 với số phiếu 33 335 và nhận được sự đồng ý của hoàng gia vào ngày 14 tháng 12 năm 2016.[32][33] Luật đã có hiệu lực vào ngày 2 tháng 5 năm 2017.[34][35] Luật pháp không mở rộng đến sự phụ thuộc của Guernsey, Alderney và Sark.
  - Alderney – Dự luật cho phép kết hôn cùng giới đã được Nhà nước Alderney phê duyệt vào ngày 18 tháng 10 năm 2017 và nhận được sự đồng ý của hoàng gia vào ngày 13 tháng 12 năm 2017.[36] Luật có hiệu lực vào ngày 14 tháng 6 năm 2018.[37]
  - Sark – Vào ngày 17 tháng 12 năm 2019, Chief Pleas đã phê chuẩn luật phản ánh các quy định của luật hôn nhân cùng giới của Guernsey. Dự luật đang chờ sự đồng ý của hoàng gia trong Hội đồng Cơ mật và dự kiến sẽ có hiệu lực vào tháng 2 năm 2020.[38]
- Jersey - Một kiến nghị đưa ra luật về hôn nhân cùng giới đã được phê duyệt bởi Cơ quan lập pháp vào tháng 9 năm 2015.[39] Một dự luật kết hôn cùng giới cuối cùng đã được Lập pháp tranh luận vào ngày 1 tháng 2 năm 2018, trong đó nó được thông qua với số phiếu 42-1.[40] Luật đã nhận được sự đồng ý của hoàng gia vào ngày 23 tháng 5 năm 2018 và có hiệu lực vào ngày 1 tháng 7 năm 2018.[41]

### Lãnh thổ ở nước ngoài
Trong số mười bốn lãnh thổ hải ngoại của Anh, hôn nhân cùng giới hiện được phép trong mười: Akrotiri và Dhekelia, Bermuda, Lãnh thổ Nam Cực thuộc Anh, Lãnh thổ Ấn Độ Dương thuộc Anh, Quần đảo Cayman, Quần đảo Falkland, Gibraltar, Quần đảo Pitcairn , Saint Helena, Ascension và Tristan da Cunha và Nam Georgia và Quần đảo Nam Sandwich.
- Akrotiri và Dhekelia – Hôn nhân cùng giới đã được công nhận và thực hiện tại Khu vực căn cứ có chủ quyền kể từ ngày 3 tháng 6 năm 2014, chỉ dành cho quân nhân Anh.[42] Cuộc hôn nhân cùng giới đầu tiên được tiến hành tại Dhekelia vào ngày 10 tháng 9 năm 2016.[43] Quan hệ đối tác dân sự cũng đã được cho phép cho quân nhân kể từ ngày 7 tháng 12 năm 2005.[44]
- Bermuda – Vào ngày 5 tháng 5 năm 2017, Tòa án tối cao Bermuda đã đưa ra phán quyết ủng hộ hôn nhân cùng giới. Phán quyết cho phép một số cặp cùng giới kết hôn ở Bermuda trong những tháng tiếp theo.[45] Tuy nhiên, Cơ quan lập pháp Bermuda đã thông qua một đạo luật vào tháng 12 năm 2017 để thay thế các cuộc hôn nhân cùng giới bằng quan hệ đối tác trong nước.[46] Luật đã có hiệu lực vào ngày 1 tháng 6 năm 2018. Hôn nhân cùng giới được tiến hành sau khi phán quyết vẫn được công nhận. Vào ngày 6 tháng 6 năm 2018, Tòa án Tối cao đã thu hồi các phần của luật cấm kết hôn cùng giới, nhưng quyết định vẫn đang chờ kháng cáo,[47] mà Chính phủ đã mất vào ngày 23 tháng 11 năm 2018. Chính phủ đã được đưa ra 21 ngày để nộp đơn kháng cáo cuối cùng lên Hội đồng Cơ mật.[48] Hôn nhân cùng giới ở Bermuda không hợp pháp kể từ 14 tháng 3 năm 2022.
- Lãnh thổ Nam Cực thuộc Anh – Một sắc lệnh hôn nhân cùng giới đã có hiệu lực kể từ ngày 13 tháng 10 năm 2016.[49][50]
- Lãnh thổ Ấn Độ Dương thuộc Anh – Một sắc lệnh hôn nhân cùng giới đã có hiệu lực kể từ ngày 3 tháng 6 năm 2014.[51] Quan hệ đối tác dân sự cũng đã được cho phép cho quân nhân kể từ ngày 7 tháng 12 năm 2005.[44]
- Quần đảo Cayman – Hôn nhân cùng giới lần đầu tiên được Tòa án Kháng cáo Di trú công nhận, công nhận tính hợp pháp của một cuộc hôn nhân cùng giới nước ngoài với mục đích thêm người phối ngẫu cùng giới của người có giấy phép lao động là người phụ thuộc của người sau.[52] Vào tháng 4 năm 2018, một cặp đôi đồng tính người Anh gốc Anh, Chantelle Day và Vickie Bodden, đã đệ đơn kiện lên tòa án, thách thức lệnh cấm kết hôn cùng giới ngầm của Quần đảo Cayman.[53] Vào ngày 29 tháng 3 năm 2019, Chánh án đã ủng hộ cặp vợ chồng và cho rằng các cặp cùng giới có quyền kết hôn trên đảo.[54] Tuy nhiên, Chính phủ đã kháng cáo quyết định của Tòa án phúc thẩm, và phán quyết được giữ nguyên.
- Quần đảo Falkland – Vào ngày 30 tháng 3 năm 2017, Hội đồng Lập pháp Quần đảo Falkland đã phê chuẩn dự luật hợp pháp hóa hôn nhân cùng giới bằng cách bỏ phiếu từ 7 đến 1.[55] Nó đã nhận được sự đồng ý của hoàng gia vào ngày 13 tháng 4 và có hiệu lực vào ngày 29 tháng 4 năm 2017.[56]
- Gibraltar – Vào ngày 26 tháng 10 năm 2016, Dự luật sửa đổi hôn nhân dân sự 2016 đã được thông qua trong Nghị viện Gibraltar với sự ủng hộ nhất trí từ tất cả 15 thành viên có mặt trong cuộc bỏ phiếu. Nó đã nhận được sự đồng ý của hoàng gia vào ngày 1 tháng 11 và có hiệu lực vào ngày 15 tháng 12 năm 2016.[57][58]
- Quần đảo Pitcairn – Một sắc lệnh công nhận và thực hiện hôn nhân cùng giới đã được Cơ quan lập pháp của Pitcairnese nhất trí và được ký bởi Thống đốc Jonathan Sinclair vào ngày 5 tháng 5 năm 2015. Nó được xuất bản vào ngày 13 tháng 5 năm 2015 và có hiệu lực vào ngày hôm sau.[59][60][61]
- Saint Helena, Ascension và Tristan da Cunha – Hôn nhân cùng giới được luật hóa trên toàn lãnh thổ:
  - Đảo Ascension – Một sắc lệnh hôn nhân cùng giới đã được tất cả năm thành viên hiện tại của Hội đồng Đảo Ascension nhất trí thông qua vào ngày 31 tháng 5 năm 2016.[62][63] Nó được ký bởi Thống đốc và được công bố trong công báo chính thức vào ngày 20 tháng 6.[64] Vào ngày 23 tháng 12 năm 2016, Thống đốc đã ban hành lệnh bắt đầu luật vào ngày 1 tháng 1 năm 2017.[65][66]
  - Tristan da Cunha – Một sắc lệnh mở rộng luật hôn nhân cùng giới ở Đảo Ascension đến Tristan da Cunha đã được ban hành vào ngày 4 tháng 8 năm 2017.[67]
  - Saint Helena – Hội đồng Lập pháp đã thông qua một cuộc hôn nhân cùng giới vào ngày 19 tháng 12 năm 2017; nó đã được trao cho sự đồng ý của hoàng gia vào ngày hôm sau.[68]
- Nam Georgia và Quần đảo Nam Sandwich – Hôn nhân cùng giới đã được hợp pháp trong lãnh thổ kể từ năm 2014.[69][70]
- Hôn nhân cùng giới không được thực hiện hoặc công nhận trong Anguilla, Quần đảo Virgin thuộc Anh, Montserrat và Quần đảo Turks và Caicos.